# Taraxacum hemicyclum
Taraxacum hemicyclum — вид квіткових рослин з родини айстрових (Asteraceae). Вид зростає в Європі: Австрія, Чехія, Данія, Фінляндія, Німеччина, Нідерланди, північноєвропейська Росія, Польща, Швеція; це багаторічна рослина помірних біомів.